# Nimboa guttulata
Nimboa guttulata är en insektsart som beskrevs av Navás 1914. Nimboa guttulata ingår i släktet Nimboa och familjen vaxsländor. Inga underarter finns listade i Catalogue of Life.